# Charles Messier
Charles Messier (* 26. Juni 1730 in Badenweiler (Lothringen); † 12. April 1817 in Paris) war ein französischer Astronom. Er wirkte unter anderem als Astronom der französischen Marine und später im Bureau des Longitudes und gilt als erster systematischer Kometenjäger. Insgesamt dürfte er etwa 20 Kometen entdeckt haben. Im Zuge dessen schuf er mit dem Messier-Katalog ein später nach ihm benanntes Verzeichnis von astronomischen Objekten wie Galaxien, Sternenhaufen und Nebel.

## Leben

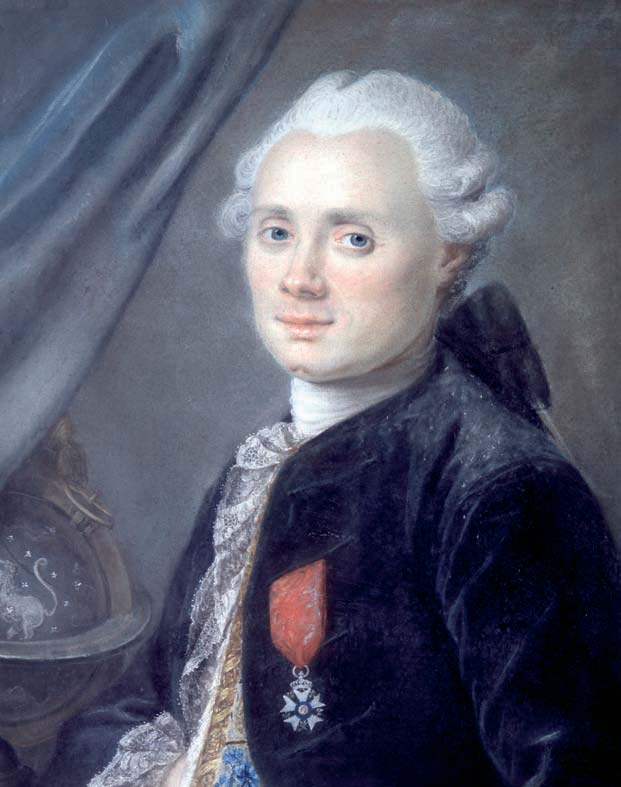
Charles Messier, um 1770

Messier wurde 1730 in Badenweiler, der Hauptstadt des Fürstentums Salm, als zehntes von zwölf Kindern des Verwaltungsbeamten Nicolas Messier geboren. Er stammte aus wohlhabenden Verhältnissen. Sechs seiner Geschwister starben noch als Kinder. Sein Interesse an Astronomie wurde bereits 1744 geweckt, als er den großen sechs-schwänzigen Kometen C/1743 X1 beobachten konnte. Er ging mit 21 Jahren nach Paris und wurde von dem Astronomen der Marine, Nicholas Delisle, angestellt. 1754 wurde er Schreiber bei der Marine, wo er unter anderem Karten zu zeichnen hatte. Delisle lehrte ihn die Grundzüge der Astronomie und hielt ihn an, von sämtlichen Beobachtungen genaue Positionsangaben zu machen. Von 1764 an widmete er sich hauptsächlich der Suche nach Kometen. Er korrespondierte mit Fachleuten in England, Deutschland und Russland. 1770, im Alter von 40 Jahren, heiratete er Marie-Françoise de Vermauchampt. Eineinhalb Jahre später starben seine Frau und ihr gemeinsamer Sohn elf Tage nach dessen Geburt.
1771 wurde er zum Astronomen der Marine und damit zum Nachfolger von Delisle ernannt. Zehn Jahre später erlitt er bei einem Sturz schwere Verletzungen, von denen er sich mit seinen bereits 51 Jahren nur langsam erholte. Während der Französischen Revolution verlor er seine Stellung und verarmte. 1796 fand er jedoch eine Anstellung im Bureau des Longitudes. 1806 verlieh Napoleon ihm das Kreuz der Ehrenlegion. Da seine Sehkraft nachließ, beobachtete er, hochbetagt, immer seltener. Der letzte Komet, den er gesehen hat (mit der Hilfe anderer), war der Große Komet von 1807.
1815 erlitt er einen Schlaganfall; zwei Jahre später starb er in Paris im Alter von fast 87 Jahren. Er wurde am 15. April 1817 auf dem Cimetière du Père-Lachaise beigesetzt.

## Entdeckungen

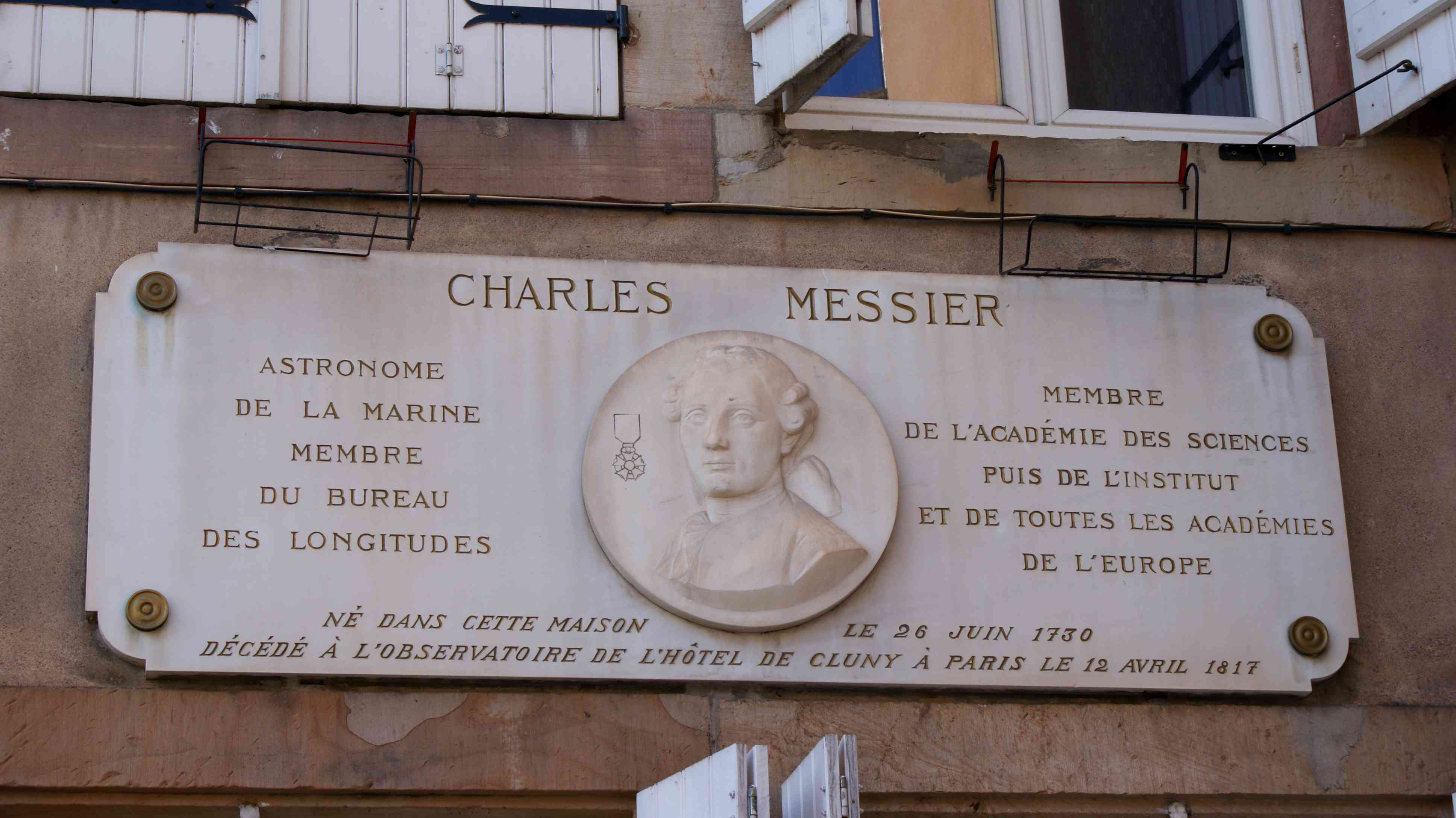
Gedenktafel in Badonviller

Seit 1757 suchte er im Auftrag von Delisle den bereits erwarteten Halleyschen Kometen, fand ihn aufgrund eines Rechenfehlers von Delisle aber erst am 21. Januar 1759 und damit vier Wochen nach der Wiederentdeckung durch Johann Georg Palitzsch. 1761 beobachtete er den Venusdurchgang, drei Jahre später gelang ihm die erste Neuentdeckung eines Kometen. Insgesamt gelangen ihm bis zum Jahr 1801 zwanzig Entdeckungen, darunter vierzehn eigenständige sowie sechs Co-Entdeckungen. Auf seiner Suche nach neuen Kometen stieß er auf eine Vielzahl anderer Objekte wie Galaxien, Sternenhaufen oder Nebel. Das erste dieser Gebilde – später Messier 1 oder M 1 genannt – hatte er bereits 1758 beobachtet. Um seine Arbeit zu vereinfachen, suchte er gezielt nach weiteren Exemplaren. Dabei benutzte er auch die Kataloge von Edmond Halley, Nicolas Louis de Lacaille, Jacopo Filippo Maraldi und Jean-Baptiste Le Gentil.
Schließlich listete er diese zunächst 45 Objekte im später nach ihm benannten Messier-Katalog auf, dessen erste Fassung 1771 veröffentlicht wurde. Im Jahr 1774 machte Jérôme Lalande, der damals führende Astronom Frankreichs, ihn mit Pierre Méchain bekannt. Dies führte zu einer fruchtbaren Zusammenarbeit. Bereits 1780 war der Katalog auf 68 Einträge angewachsen. Im September 1782 entdeckte Méchain das 107. Messier-Objekt. Von da an stellte Messier seine Suche nach weiteren Nebeln ein und konzentrierte sich wieder auf Kometen – wohl deshalb, weil Wilhelm Herschel mit überlegenem Gerät die Beobachtungen begonnen hatte. Die letzte Fassung seines Katalogs mit 103 Objekten wurde 1781 in Connaissance des temps für das Jahr 1784 veröffentlicht.
Messier benutzte eine Reihe sehr unterschiedlicher Teleskope, darunter Fernrohre mit Brennweiten von bis zu sieben Metern und Reflektoren mit Spiegeldurchmessern von bis zu 20 cm Öffnung.

## Ehrungen
Messier war Mitglied einer Vielzahl von wissenschaftlichen Akademien, darunter derer von England, Schweden, Belgien, Deutschland, Frankreich und Russland. Der Mondkrater Messier sowie der Asteroid (7359) Messier sind nach ihm benannt. Der Messier-Kanal, eine Meerenge im Süden Chiles zwischen der riesigen Wellington-Insel und dem Festland, trägt ebenfalls seinen Namen.

## Liste der von Messier entdeckten Kometen
1. 1P/Halley (1758 Y1), Halleyscher Komet: 21. Januar 1759 (Co-Entdeckung)
2. C/1758 K1: August 1758 (ein nicht nach ihm benannter Komet, Delisle hatte die Veröffentlichung unterbunden)
3. C/1760 A1 (Großer Komet): 8. Januar 1759 (Co-Entdeckung)
4. C/1760 B1 (Messier): 26. Januar 1759
5. C/1763 S1 (Messier): 28. September 1763, 1-Fuß-Teleskop
6. C/1764 A1 (Messier): 3. Januar 1764, freisichtig
7. C/1766 E1 (Messier): 8. März 1766, 5-Fuß-Teleskop
8. D/1766 G1 (Helfenzrieder 1): April 1766 (Co-Entdeckung)
9. C/1769 P1 (Messier): 8. August 1769, kleines Teleskop
10. D/1770 L1 (Lexell): 14. Juni 1770 (benannt nach Anders Johan Lexell, dem Berechner der Bahndaten)
11. C/1771 A1 (Großer Komet): Januar 1771 (Co-Entdeckung)
12. C/1771 G1 (Messier): 1. April 1771, freisichtig
13. C/1773 T1 (Messier): 12. Oktober 1773, 2-Fuß-Teleskop
14. C/1779 A1 (Bode): Januar 1779 (Co-Entdeckung)
15. C/1780 U2 (Messier): 27. Oktober 1780, 3,5-Fuß-Teleskop
16. C/1785 A1 (Messier-Méchain): 7. Januar 1785 (Co-Entdeckung)
17. C/1788 W1 (Messier): 25. November 1788
18. C/1793 S2 (Messier): 26. September 1793
19. C/1798 G1 (Messier): 12. April 1798
20. C/1801 N1 (Pons): 12. Juli 1801 (Co-Entdeckung)

## Schriften
- Messier, Charles (1730–1817), Observations célestes faites à Paris à l’Hôtel de Cluny par Charles Messier Bibliothèque numérique – Observatoire de Paris.
- Messier, Charles (1730–1817), Messier. Table des positions de la comète de 1770 Bibliothèque numérique – Observatoire de Paris
- Charles Messier – Himmelskarten & Zeichnungen aus der Zeit von 1759 bis 1807, 24 Blätter A 3 mit Begleitbroschüre. Albireo Verlag Köln, 2019, ISBN 978-3-9816040-6-1